# Forrest Hood James Jr.
Pour les articles homonymes, voir James.
Forrest Hood James, Jr., dit Fob James, né le 15 septembre 1934 à Lanett en Alabama, est un homme politique démocrate puis républicain américain. Il est gouverneur de l'Alabama entre 1979 et 1983, candidat lors des primaires démocrates au poste de gouverneur en 1986 et 1990, et de nouveau gouverneur, cette fois sous l'étiquette républicaine, entre 1995 à 1999.

## Biographie
Bien que diplômé en ingénierie civile de l'université de Géorgie, Forrest Hood  James, Jr. commence une carrière de footballeur professionnel en 1956, au sein de l'équipe de football américain de Montreal. 
En 1963, il fonde une entreprise spécialisée dans la fourniture de matériels sportifs, qu'il dirige jusqu'en 1977. 
Au début des années 1970, bien que militant du Parti démocrate, il soutient la candidature du président républicain Richard Nixon à sa réélection. 
En 1978, il commence une carrière politique active en tant que « nouveau démocrate » pour se faire élire gouverneur de l'Alabama. Il est élu mais renonce à se représenter à la fin de son mandat. Néanmoins, En 1986 et 1990, il fait de nouveau campagne pour redevenir gouverneur mais est battu lors des élections primaires du Parti démocrate. Ce n'est qu'en 1994, en tant que républicain qu'il parvient à se faire de nouveau élire gouverneur de l'Alabama ; mais pour un seul mandat seulement car il est ensuite battu par son lieutenant-gouverneur démocrate. 